# Анка Гиева
Анка Гиева (на македонска литературна норма: Анка Гиева) е народна певица от Македонската фолклорна област.

## Биография
Родена е в 1938 година в Скопие, тогава в Кралство Югославия. Работи в Македонския народен театър, а след това в Държавния ансамбъл за народни песни и игри „Танец“ в Скопие. Записва голям брой антологични песни за Радио Скопие, между които и „Айде слушай, слушай, калеш бре Ангьо“, „Пилето ми пее рано на сабайле“, „Елено, керко, Елено“, „Край Вардара седеше“ и други.